# Bobby Allain
Bobby Brice Camille Allain, född 28 november 1991 i Clamart, är en fransk fotbollsmålvakt.

## Karriär
Allain spelade som ung för Montrouge FC och ACBB samt skotska Clyde. Därefter återvände han till Frankrike för spel i Ivry. Allain spelade tre matcher för klubben i Championnat National 2 (franska fjärdedivisionen). Sommaren 2011 gick han till Red Star. Allain spelade totalt 11 ligamatcher för klubben i Championnat National (franska tredjedivisionen).
Den 14 augusti 2016 värvades Allain av Ligue 1-klubben Dijon. Säsongerna 2016/2017 och 2017/2018 spelade han 45 ligamatcher för reservlaget i Championnat National 3 (franska femtedivisionen). Allain debuterade för A-laget den 31 oktober 2018 i en 3–1-vinst över Caen i Coupe de la Ligue. Efter att Benjamin Leroy och Baptiste Reynet lämnat Dijon blev han inför säsongen 2018/2019 klubbens andremålvakt. Allain spelade under säsongen 13 ligamatcher i Ligue 1.
Den 24 juli 2019 värvades Allain av grekiska Olympiakos, där han skrev på ett tvåårskontrakt. Allain spelade tre ligamatcher i Grekiska superligan under säsongen 2019/2020. Han spelade även en match mot engelska Wolverhampton Wanderers i åttondelsfinalen av Europa League 2019/2020.
Den 28 december 2020 värvades Allain av Örebro SK, där han skrev på ett tvåårskontrakt. Allain tävlingsdebuterade den 20 februari 2021 i en 1–0-förlust mot Trelleborgs FF i Svenska cupen. Han gjorde allsvensk debut den 10 april 2021 i en 0–0-match mot IFK Göteborg.
Den 29 mars 2022 blev Allain klar för Dalkurd FF. Den 10 augusti 2022 meddelade Dalkurd att Allain lämnade klubben.

## Privatliv
Allain har en fransk far och skotsk mor. Båda hans föräldrar är döva, han bemästrar teckenspråk flytande.

## Meriter
Olympiakos
- Grekiska superligan: 2019/2020
- Grekiska cupen: 2019/2020